# Покровська церква (Ніжин)
Ніжинська Покровська церква за своїми архітектурними рисами помітно відрізняється від інших парафіяльних храмів міста. Розташована на мальовничому підвищенні — на березі річки Остер.

## Архітектура
Тип «тетраконхового» храму (а саме такою є за своєю архітектурою Покровська церква) відомий у світі з давніх-давен і склався у Середземномор'ї близько IV ст. від Р. Х. під впливом сирійських архітекторів, що працювали на території Римської імперії.
Особливістю «тетраконхових» храмів була наявність центрального, як правило, квадратного об'єму, що увінчувався високою банею, з чотирьох боків до нього прибудовані значно вужчі й нижчі напівкруглі споруди — «конхи» (звідси й назва: з грецької «тетра» — чотири, «конха» — напівкругла будівля, перекрита склепінням). Особливого поширення цей стиль набув у країнах візантійського культурного ареалу, а в європейській архітектурі нового часу поширився в епоху італійського Відродження.

## Історія
На думку відомого дослідника української архітектури В.Вечерського, в Україні тетраконхові храми будували всього лише протягом півстоліття — з 1755 по 1800 рік. Центром їх будівництва стає саме Чернігівщина. Будівництво подібних храмів припинилося в 1803 році, коли Синод Російської православної Церкви заборонив споруджувати церкви в українському народному стилі.
Немає жодного сумніву, що й ніжинська Свята Покрова будувалася як храм-пам'ятник на честь визначної події. Хоча письмові джерела містять надзвичайно скупу інформацію про історію будівництва храму, збереглися цікаві народні перекази, що проливають світло на події сивої давнини. Згідно з ними, на тому місці, де зараз височить Покровська церква, на початку XVII століття був збудований один з перших, тоді ще дерев'яний, православний храм Різдва Богородиці. Коли побудований храм, невідомо, але у 30-х роках XVII століття він уже активно діяв. Про це свідчить напис рукою священика Іоанна Хоминського на Богослужебній книзі «Трифолой» про те, що пожертвувано її храму Різдва Богородиці від братства шпиталю у 1633 році.
Буквально через кілька років після того ніжинці на місці попереднього храму збудували нову дерев'яну церкву, освятивши її цього разу на честь свята Покрови Богородиці. Імовірно, подія ця трапилася не пізніше 1636 року. Цю думку підтверджує, зокрема, рукописне Євангеліє, напис на якому свідчить, що подароване воно в Ніжинський храм Покрови міщанкою Марією Єфремовою 16 грудня 1636 року. Ця реліквія тривалий час зберігалася в ризниці Покровської церкви.
Сучасний мурований Покровський храм побудований у 1757–1765 роках на кошти релігійної громади, до якої входило чимало заможних купців. Первісно храм увінчував високий купол з двома заломами, характерний для традиційної української архітектури бароко XVII–XVIII ст., який, на жаль, не зберігся, але був відновлений у ході реставрації храму. У XIX ст. на захід від храму було зведено гарну двоярусну дзвіницю, яка чудово доповнила архітектурний ансамбль храму.
В середині XVIII ст. біля Покровського храму знаходилася тепла дерев'яна церква Костянтина та Єлени, при якій діяли парафіяльна школа та шпиталь, що утримувалися на кошти громади та благодійницькі пожертви. В 1873 році на її місці за проектом інженера Л. Садовського було зведено кам'яну Миколаївську церкву.
З середини Покровську церкву було прикрашено олійним розписом, який частково зберігся до наших днів і свідчив про високу майстерність місцевих іконописців XVIII століття. На жаль, відновити його вже не було можливості через руйнацію штукатурки і під час реставрації храму залишки розпису щезли назавжди. Не зберігся чудовий за своїми художніми якостями іконостас храму. Відомо, що всі ікони Святої Покрови були оздоблені срібними ризами. Яскравим витвором місцевих майстрів художнього лиття були мідні посріблені Царські Врата Іконостасу. Покровський храм, саме так, як і свято Покрови, пов'язаний з ним багатолюдний Покровський ярмарок, набули великої популярності не тільки в Ніжині, але й за його межами.
Історія Ніжинської Покровської церкви Святої Покрови в Ніжині, як і доля багатьох інших храмів України, була сумною. У 1960-х роках церкву закрили за наказом місцевих чиновників, а релігійну громаду виставили просто на вулицю. Розбили іконостас, потрощили ікони, спалили Богослужебні книги. На будівельні матеріали розтягли навіть церковну підлогу. Старі люди досі пам'ятають, як скидали з дзвіниці церковний дзвін. Існував навіть проект пристосування храму під краєзнавчий музей.
Зрештою, в березні 1993 року було здійснено перший крок на шляху до відродження храму: його повернуто релігійній громаді Української Православної Церкви (КП). Реальна реставрація храму почалася в 1997 році і велася загальнонародною толокою до 2001 року. За цей час в первозданному вигляді були відновлені куполи та конхи, відновлено архітектуру фасаду та інтер'єру. 13 жовтня 2001 року святково освячено відновлені стіни храму і з того часу в храмі служиться Божественна літургія.

## Сьогодення
На сьогоднішній день парафія випускає єпархіальну газету «Покрова», реставрує Миколаївський храм. Крім того діє церковний сайт, на якому можна прочитати про основні церковні події, про життя храму та багато інших цікавих речей.

## Галерея

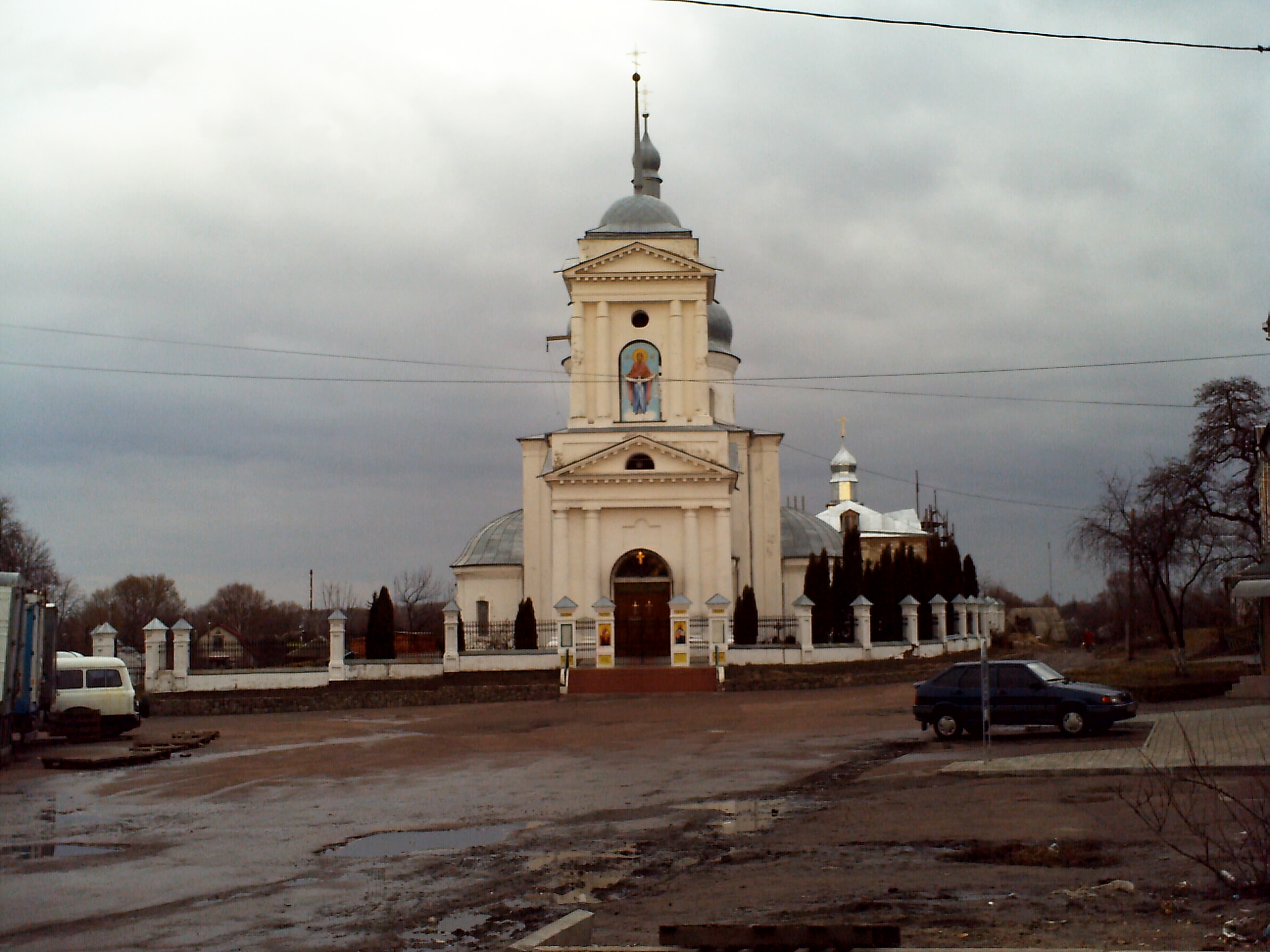
Вигляд церкви 2008 року
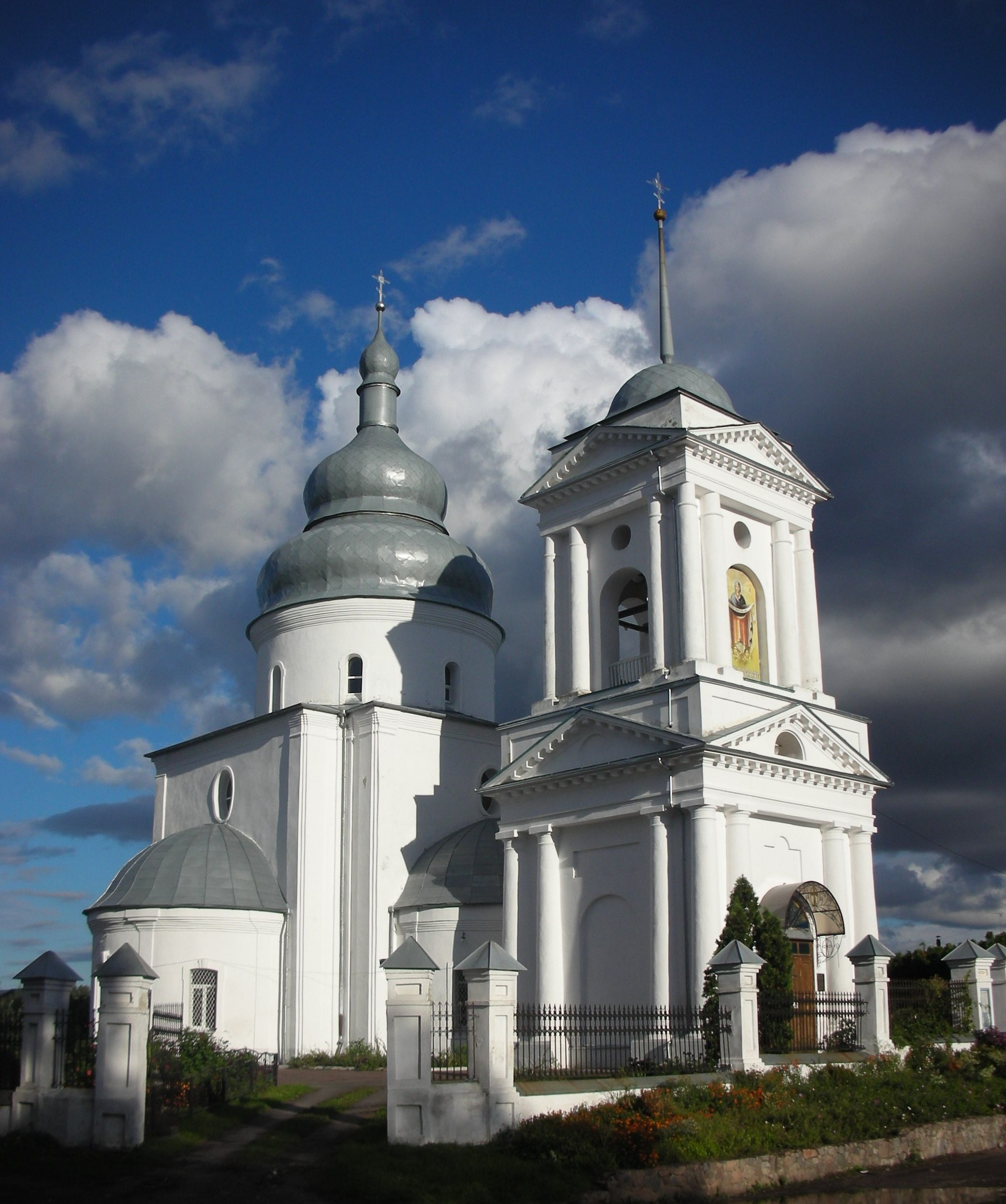
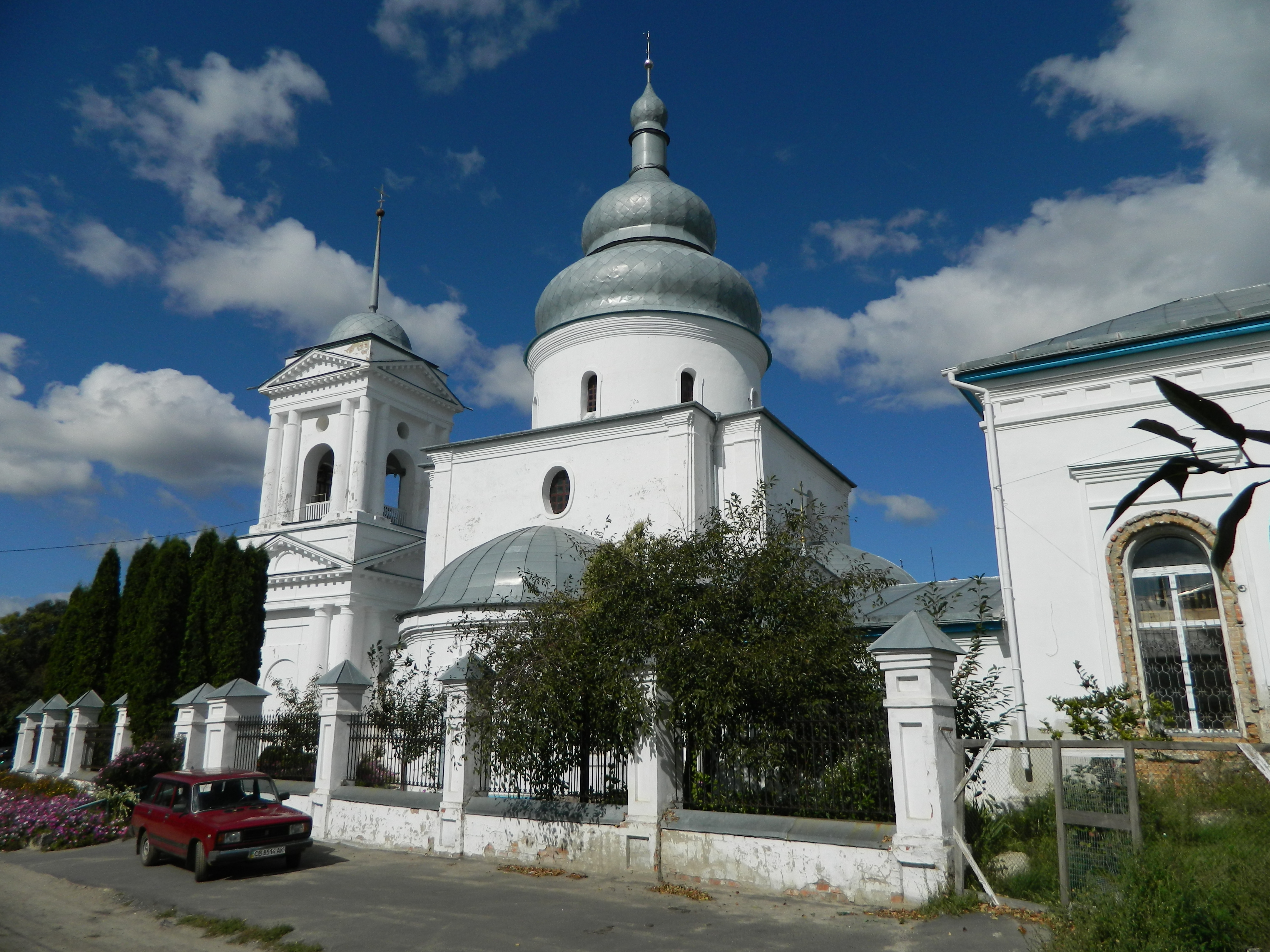
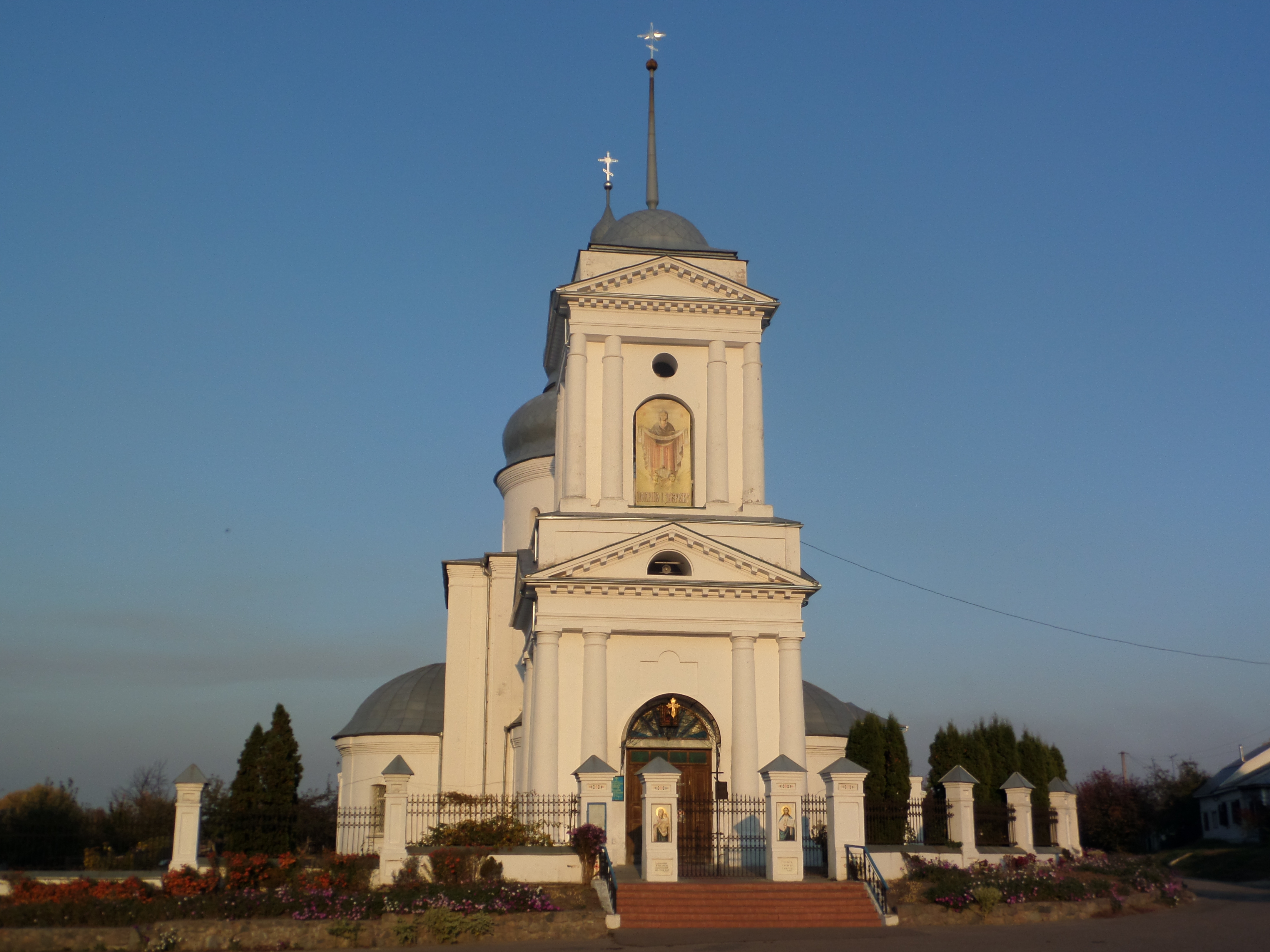
Фасадний вигляд
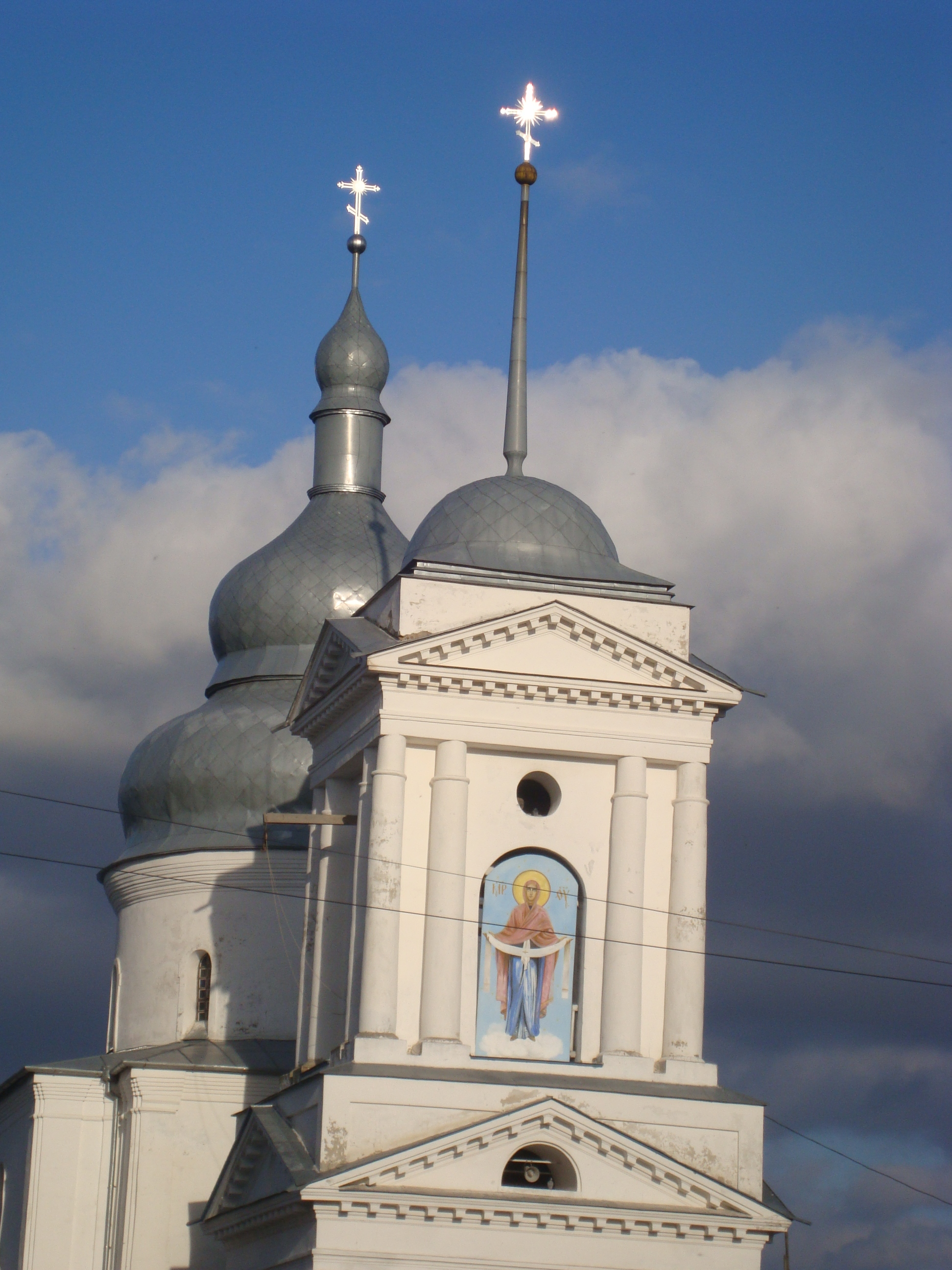
Елемент фасаду
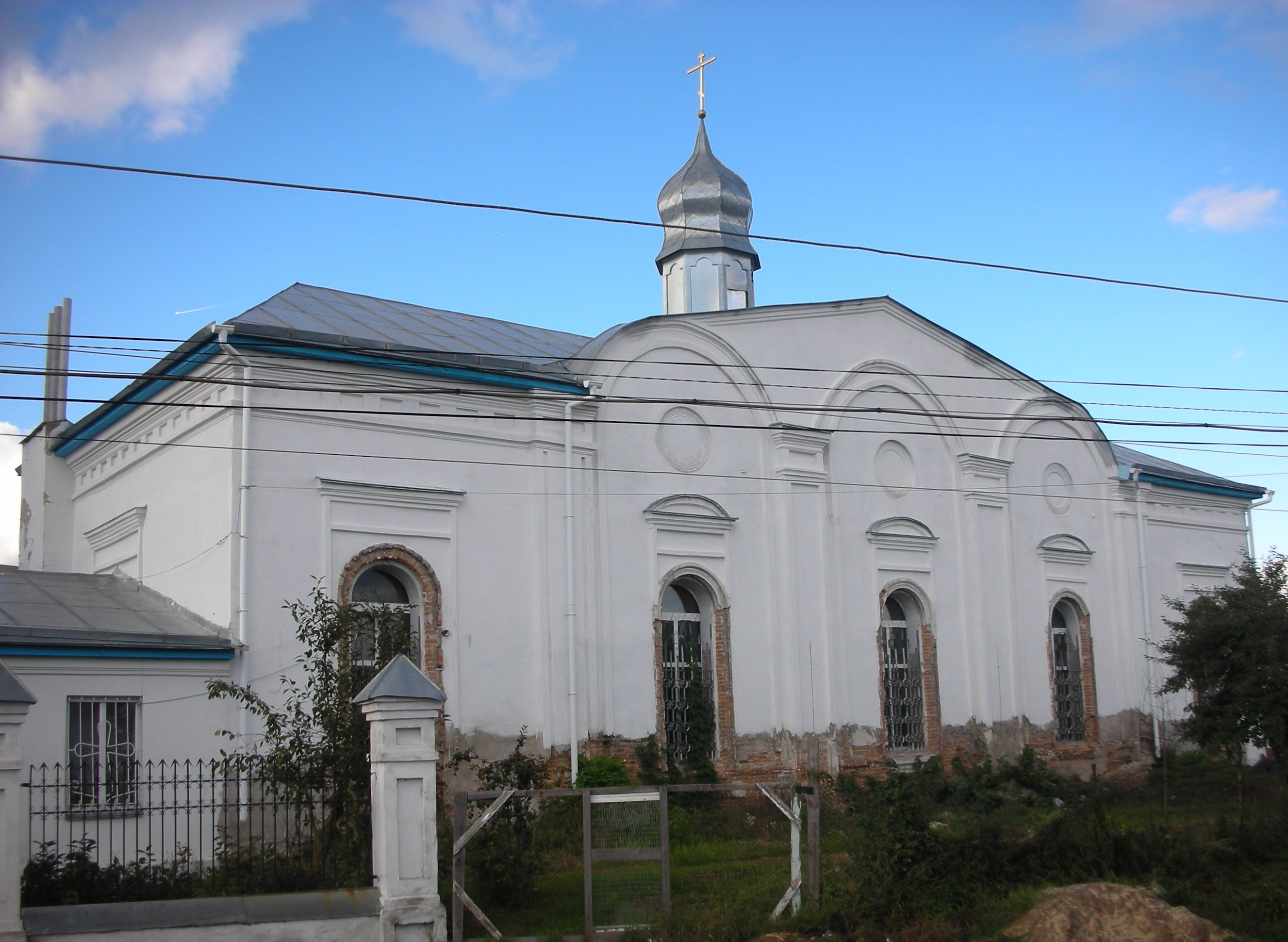
Зимовий храм
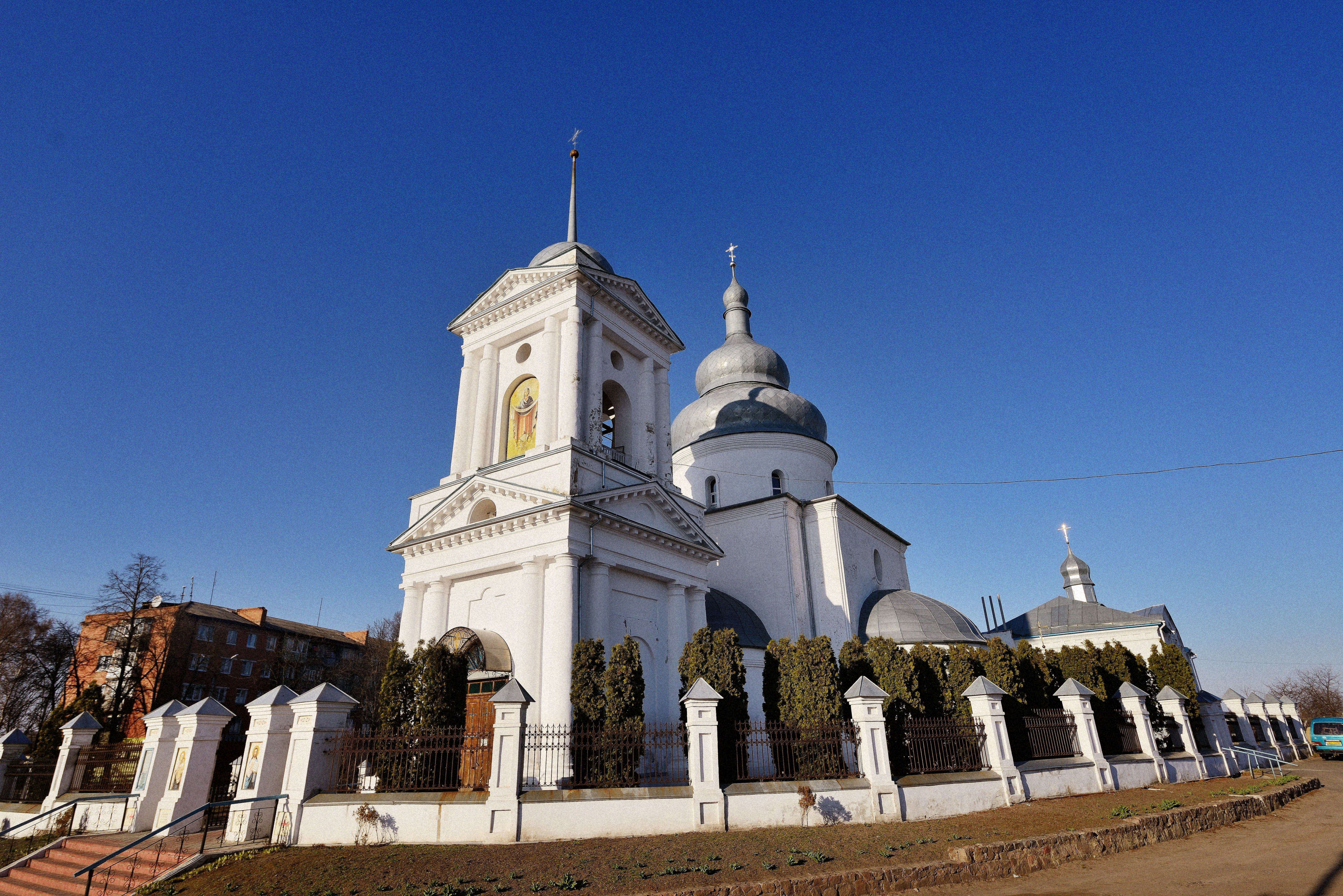